# San Augustine
San Augustine är en stad i den amerikanska delstaten Texas med en yta av 12,5 km² och en folkmängd som uppgår till 2 475 invånare (2000). San Augustine är administrativ huvudort i San Augustine County. Orten smeknamn är "The Cradle of Texas". Missionsstationen Nuestra Señora de los Dolores de los Ais grundades år 1717; stationen, som har restaurerats, är en av ortens främsta turistsevärdheter.

## Kända personer från San Augustine
- Ben Ramsey, politiker